# Алибори (река)
Алибори (Алиборе, фр. Alibori) — частично пересыхающая в сухой сезон река на севере Бенина, правый приток Нигера. Берёт исток у Тобре (коммуна Пехонко) к юго-западу от Синенде, у точки, где сходятся границы департаментов Атакора, Боргу и Донга. Течёт на север. Пересекает магистраль RNIE 7 Баникоара — Канди. Принимает левый приток Пако. Впадает в реку Нигер на границе с Нигером, к юго-востоку от Каримамы и к северо-западу от Маланвиля, ниже устья реки Мекру и выше устья реки Сота. Дала название созданному в 1999 году одноимённому департаменту, крупнейшему по площади в стране (административный центр — Канди). По реке проходит восточная граница национального парка Дубль-Ве.